# Филипово (Благоєвградська область)
Филипово — село у Болгарії. Розташоване у Благоєвградській області, підпорядковане громаді Бансько. Населення — 645 осіб.

## Політична ситуація
Кмет села — Фаим Мехмед Молла.